# Steevy Chong Hue
Steevy Chong Hue (Raiatea, 26 gennaio 1990) è un calciatore francese nato a Tahiti, di origini cinesi, attaccante dell'AS Dragon e della Nazionale tahitiana.

## Carriera

### Club
Dopo aver giocato due stagioni nel campionato tahitiano (la prima con l'AS Samine e la seconda con l'AS Dragon, nella quale ha segnato 12 reti in 17 partite), si è trasferito in Belgio, nel Bleid, squadra di terza serie. Dopo una stagione è tornato all'AS Dragon, con cui ha segnato 11 gol nel campionato 2012-2013 ed un gol in 6 presenze nella OFC Champions League.
Nell'agosto del 2013 ha svolto un provino con la squadra del FC Lorient, club francese che milita in Ligue 1.

### Nazionale
Ha partecipato al campionato del mondo Under-20 2009 con la Nazionale tahitiana di categoria. Nel 2010 ha debuttato in Nazionale maggiore, giocando 3 partite nell'anno solare; nel 2011 ha segnato 6 gol in 6 presenze. Nel 2012 gioca 4 partite (con 3 reti) nelle qualificazioni al campionato del mondo 2014, e 4 incontri (con 2 gol) nella Coppa delle nazioni oceaniane 2012. Durante tale competizione segna il gol decisivo per la vittoria di Tahiti, quello dell'1-0 nella finale con la Nuova Caledonia. Gioca da titolare in tutte e 3 le partite giocate dalla sua Nazionale nella fase a gironi della Confederations Cup del 2013.

## Palmarès

### Nazionale
- Coppa d'Oceania: 1

2012